# Championnat d'Afrique féminin de basket-ball des moins de 18 ans 2020
Navigation
Mozambique 2018 Madagascar 2022
Le championnat d'Afrique féminin de basket-ball des moins de 18 ans 2020 se déroule au Caire en Égypte du 3 au 9 décembre 2020. Il s'agit de la quinzième édition de la compétition, instaurée en 1985.
Cette année, la compétition a lieu en décembre de façon exceptionnelle en raison de la pandémie de Covid-19, et il n'y a que 3 équipes nationales en compétition.
Le format de cette édition est également modifié. Dans la phase de groupes du tournoi, les 3 équipes, qui évoluent dans une poule unique, se rencontrent en match aller et retour du 5 au 8 décembre. Les deux meilleures équipes de la phase de groupe jouent la finale le 9 décembre.

## Rencontres

### Phase de groupe

#### Groupe
| Rang | Équipe  | Pts | J | G | P | Pp  | Pc  | Diff |  | Résultats (dom.\ext.) |       |       |       |
| ---- | ------- | --- | - | - | - | --- | --- | ---- |  | --------------------- | ----- | ----- | ----- |
| 1    | Mali    | 8   | 4 | 4 | 0 | 267 | 167 | 100  |  | Mali                  |       | 68-55 | 61-37 |
| 2    | Égypte  | 5   | 4 | 1 | 3 | 209 | 247 | -38  |  | Égypte                | 36-64 |       | 64-67 |
| 3    | Sénégal | 5   | 4 | 1 | 3 | 191 | 253 | -62  |  | Sénégal               | 39-74 | 48-54 |       |

### Phase finale

#### Finale
| 9 décembre 2020 17 h 00 UTC+02:00 | Rapport | Mali                                              | 63-68 | Égypte |  | Cairo Stadium Indoor Hall 3 |
| 9 décembre 2020 17 h 00 UTC+02:00 | Rapport | Score par quart-temps : 19-17, 14-17, 9-15, 21-19 |       |        |  | Cairo Stadium Indoor Hall 3 |

## Classement final
| Place                       | Équipe  | Vict.-Déf. |
| --------------------------- | ------- | ---------- |
| Médaille d'or, Afrique      | Égypte  | 2 - 3      |
| Médaille d'argent, Afrique  | Mali    | 4 - 1      |
| Médaille de bronze, Afrique | Sénégal | 1 - 3      |

- Qualification pour la Coupe du Monde U19 2023

## Leaders statistiques

### Points
| Place | Nom                  | Équipe  | PPM  |
| ----- | -------------------- | ------- | ---- |
| 1     | Diarrah Issa Sissoko | Mali    | 18,2 |
| 2     | Khadija Faye         | Sénégal | 11,3 |
| 3     | Alima Kouyate        | Mali    | 11,2 |
| 4     | Diouma Berthe        | Mali    | 11,0 |
| 5     | Yara Hussein         | Égypte  | 9,4  |

### Rebonds
| Place | Nom           | Équipe  | RPM  |
| ----- | ------------- | ------- | ---- |
| 1     | Alima Kouyate | Mali    | 17,6 |
| 2     | Yara Hussein  | Égypte  | 11,2 |
| 3     | Khadija Faye  | Sénégal | 10,5 |
| 4     | Fanta Gassama | Sénégal | 9,3  |
| 5     | Aya Elfiky    | Égypte  | 8,0  |

### Passes décisives
| Place | Nom                  | Équipe  | PDPM |
| ----- | -------------------- | ------- | ---- |
| 1     | Victorine Thiaw      | Sénégal | 5,5  |
| 2     | Diarrah Issa Sissoko | Mali    | 4,8  |
| 3     | Salma Bahgat         | Égypte  | 4,0  |
|       | Saran Berthe         | Mali    | 4,0  |
| 5     | Diouma Berthe        | Mali    | 3,4  |

### Contres
| Place | Nom                   | Équipe  | CPM |
| ----- | --------------------- | ------- | --- |
| 1     | Khadija Faye          | Sénégal | 2,0 |
| 2     | Yara Hussein          | Égypte  | 1,8 |
| 3     | Koudedia Cissé        | Mali    | 0,6 |
|       | Aya Elfiky            | Égypte  | 0,6 |
|       | Mennatullah Elgharini | Égypte  | 0,6 |

### Interceptions
| Place | Nom                  | Équipe  | IPM |
| ----- | -------------------- | ------- | --- |
| 1     | Alima Kouyate        | Mali    | 3,6 |
|       | Diarrah Issa Sissoko | Mali    | 3,6 |
| 3     | Saran Berthe         | Mali    | 3,4 |
| 4     | Khadija Faye         | Sénégal | 3,3 |
| 5     | Victorine Thiaw      | Sénégal | 3,0 |

### Évaluation
| Place | Nom                  | Équipe  | EPM  |
| ----- | -------------------- | ------- | ---- |
| 1     | Alima Kouyate        | Mali    | 19,6 |
| 2     | Khadija Faye         | Sénégal | 17,3 |
| 3     | Diarrah Issa Sissoko | Mali    | 15,2 |
| 4     | Yara Hussein         | Égypte  | 10,8 |
| 5     | Aya Elfiky           | Égypte  | 10,2 |

## Récompenses
MVP de la compétition (meilleure joueuse) Yara Hussein
Meilleur cinq de la compétition
- Hager Yassine
- Diarrah Issa Sissoko
- Diouma Berthe
- Yara Hussein
- Khadija Faye